# Nostalgie-Museum (Hofdorf)
Das Nostalgie-Museum war ein privates Museum im Ortsteil Hofdorf der Stadt Wörth an der Donau in der Oberpfalz in Bayern. Es befand sich im Gebäudeensemble eines ehemaligen Forsthauses, das als Baudenkmal eingestuft ist. Das Museum bestand vom 1. Juni 1997 bis zum 4. Oktober 2015.

## Beschreibung
Das Museum befand sich in einem 1845 erbauten früheren fürstlichen Forstamt. Die Sammelgebiete des Nostalgie-Museums waren vielfältig und deckten die Zeit von 1800 bis 1950 ab. Gesammelt und ausgestellt waren in insgesamt fünf Gebäuden Büroausrüstung, Schulartikel, Gläser, Porzellan, sakrale und volkskundliche Exponate, sowie historische Blechspielzeuge und kleine Flugzeugmodelle. Einige Räume, beispielsweise das Badezimmer, Photostudio oder Biedermeierzimmer einschließlich Zubehör für Erwachsene und Kinder, waren vollständig eingerichtet. Außerdem gab es Phono-, Fernseh-, Radio- sowie Film- nebst Projektionsabteilungen und eine Sammlung von Puppenstuben. Außerdem waren eine Druckerei, eine Schusterei, ein Modeladen und ein Kramladen untergebracht. Eine Scheune war dem Thema Landwirtschaft gewidmet.
In einem Nebengebäude waren Oldtimer ausgestellt, genauer acht fahrbereite Fahrzeuge aus der Zeit von 1930 bis 1956. Gelistet werden DKW Meisterklasse von 1935, Ford Modell A von 1930, Ford Eifel Roadster von 1936, VW Käfer von 1951, Volkswagen Typ 166 Schwimmwagen von 1940 und Willys MB von 1940.
Für Gruppen, wie Schulklassen oder Vereine, gab es Aktionsprogramme, so Uropas Löschübung, Uromas Waschtag, Papierschöpfen, Spiele wie anno dazumal, Drachen basteln, Metalltreiben, Schmieden.

### Sonstiges
Das Museum nahm jährlich am Internationalen Museumstag teil.